# File System Visualizer
File System Visualizer, conocido como fsv, es un explorador de ficheros 3D usando OpenGL, creado por Daniel Richard G. Se trata de un clon libre del explorador de ficheros fsn de SGI para los sistemas IRIX, destinada a ejecutarse en sistemas Linux y otros sistemas operativos Unix-like. Es posible representar el sistema de ficheros de dos formas: en modo MapV, en el cual los archivos y directorios son representados como ortoedros de igual altura, con la longitud del ortoedro representando el tamaño del fichero o directorio, y el modo TreeV, donde archivos y directorios son mostrados de forma más convencional, mediante una estructura en árbol, con enlaces entre directorios padres e hijos, y columnas de diferentes altura (indicando el tamaño del fichero), que representan el interior de los archivos, sobre los directorios. En ambos modos, una vista de árbol estándar en 2D de los archivos y directorios es mostrada a la izquierda de la ventana. El ratón puede usarse para rotar la representación 3D del sistema de fichero, y una función "Vista de Águila" muestra la representación desde una vista aérea. File System Visualizer es también capaz de manipular los ficheros y directorios que muestra.

## Límite de tamaño por archivo
Desafortunadamente existe un límite de tamaño para los ficheros que fsv puede manejar. El tamaño máximo por archivo es de 4 Gb. Los archivos más grandes no se mostrarán, y tampoco se reflejará en el tamaño de la carpeta.